# Atelopus palmatus
Atelopus palmatus is een kikker uit de familie padden (Bufonidae) en het geslacht klompvoetkikkers (Atelopus). De soort komt endemisch voor in Ecuador. Atelopus palmatus werd voor het eerst wetenschappelijk beschreven door Lars Gabriel Andersson in 1945.

## Verspreiding
Atelopus palmatus was lange tijd slechts bekend van de typelocatie, bergbossen op 1.000 meter boven zeeniveau in het gebied van de Río Pastaza in de provincie Pastaza in Ecuador. Volgens sommige wetenschappers zou de soort voorkomen van het noorden van de provincie Napo tot in Pastaza, maar door andere auteurs werden klompvoetkikkers uit dit gebied toegeschreven aan Atelopus planispina. In 2016 werd een nieuwe populatie van Atelopus palmatus beschreven uit het gebied van de Río Topo in het Nationaal park Llanganates in Pastaza. In een bosgebied tussen 1.200 tot 1.500 meter hoogte werden meerdere mannelijke, vrouwelijke en juveniele exemplaren gevonden.

## Uiterlijke kenmerken
Atelopus palmatus is op de rug koffiebruin van kleur met een variabel patroon van heldergroene banden en vlekken. Mannetjes hebben een donkerroze buik en zijn 20 tot 24 millimeter groot. Vrouwelijke kikkers worden 28 tot 35 millimeter lang en hebben een buik die geel of oranje van kleur is.